# Viktor Pupovac
Viktor Pupovac (né le 19 février 2005) est un footballeur luxembourgeois d'origine serbe. Formé au sein du centre de formation de Racing Football Club Union Lëtzebuerg, il est actuellement joueur du FC Lorentzweiler,
Il est l'un des deux fils de Sergio Pupovac (en), ancien international luxembourgeois et meilleur buteur lors de la saison 2004-2005 en BGL Ligue.

## Carrière en club

### Débuts au RFC Union Luxembourg (2013-2022)
Viktor Pupovac commence sa carrière de footballeur dès l'âge de 8 ans au RFC Union Luxembourg. Il y reste près de dix ans, entre 2013 et 2022, période durant laquelle il évolue dans les différentes catégories de jeunes.

### Transition vers le football senior avec Tricolore Gasperich (2022-2024)
En 2022, à 17 ans, Pupovac quitte le RFCU pour rejoindre le Tricolore Gasperich (de). Ce passage marque son intégration au football senior luxembourgeois, où il évolue pendant deux saisons.

### Engagement avec l'US Sandweiler (2024-2025)
En 2024, Pupovac signe avec l’US Sandweiler, un club évoluant en Promotion d’Honneur, le deuxième niveau du football luxembourgeois. Lors de ses premières apparitions avec l’équipe, il inscrit un but lors d’une victoire 1-0 contre l’Avenir Beggen, ce qui constitue le seul succès de l'US Sandweiler durant la première moitié de la saison 2024-2025,.